# Lê Thị Yến (chính khách)
Lê Thị Yến (sinh ngày 1 tháng 12 năm 1962) là một nữ chính trị gia người Việt Nam. Bà hiện là đại biểu Quốc hội Việt Nam khóa XIV nhiệm kì 2016-2021, thuộc đoàn đại biểu quốc hội tỉnh Phú Thọ, Ủy viên Thường trực Ủy ban về các vấn đề xã hội của Quốc hội, Phó Chủ tịch Nhóm Nghị sĩ hữu nghị Việt Nam - Slovakia. Bà đã trúng cử đại biểu Quốc hội năm 2016 ở đơn vị bầu cử số 1, tỉnh Phú Thọ gồm có thành phố Việt Trì và các huyện: Tam Nông, Tân Sơn, Thanh Sơn, Thanh Thủy, Yên Lập.

## Xuất thân
Lê Thị Yến sinh ngày 1 tháng 12 năm 1962 quê quán ở xã Vụ Cầu, huyện Hạ Hòa, tỉnh Phú Thọ.
Bà hiện cư trú ở số nhà 1558, đại lộ Hùng Vương, tổ 12A, khu 8, phường Gia Cẩm, thành phố Việt Trì, tỉnh Phú Thọ.

## Giáo dục
- Giáo dục phổ thông: 10/10
- Đại học Y khoa Hà Nội
- Thạc sĩ Y khoa ngành tim mạch
- Cao cấp lí luận chính trị

## Sự nghiệp
Bà gia nhập Đảng Cộng sản Việt Nam vào ngày 25/9/1986.
Bà từng là đại biểu Quốc hội Việt Nam khóa XII (2007-2011), khóa XIII (2011-2016) tỉnh Phú Thọ.
Khi ứng cử đại biểu Quốc hội Việt Nam khóa XIV vào tháng 5 năm 2016 bà đang là Ủy viên thường trực Ủy ban Về các vấn đề xã hội của Quốc hội, Trưởng Đoàn đại biểu Quốc hội khóa XIII tỉnh Phú Thọ, làm việc ở Ủy ban Về các vấn đề xã hội của Quốc hội.
Bà đã trúng cử đại biểu quốc hội năm 2016 ở đơn vị bầu cử số 1, tỉnh Phú Thọ gồm có thành phố Việt Trì và các huyện: Tam Nông, Tân Sơn, Thanh Sơn, Thanh Thủy, Yên Lập, được 351.148 phiếu, đạt tỷ lệ 71,47% số phiếu hợp lệ.
Bà hiện là Ủy viên Thường trực Ủy ban về các vấn đề xã hội của Quốc hội, Phó Chủ tịch Nhóm Nghị sĩ hữu nghị Việt Nam - Slovakia.
Bà đang làm việc ở Ủy ban Về các vấn đề xã hội của Quốc hội.